# Robert Joseph Shaheen
Robert Joseph Shaheen (* 3. Juni 1937 in Danbury, Connecticut; † 9. August 2017 in St. Louis, Missouri) war ein US-amerikanischer Geistlicher der maronitischen Kirche und Bischof von Our Lady of Lebanon in Los Angeles.

## Leben
Robert Joseph Shaheen empfing am 2. Mai 1964 die Priesterweihe.
Papst Johannes Paul II. ernannte ihn am 5. Dezember 2000 zum Bischof von Our Lady of Lebanon in Los Angeles. Die Bischofsweihe spendete ihm der Maronitische Patriarch von Antiochien und des ganzen Orients, Nasrallah Pierre Kardinal Sfeir, am 15. Februar des nächsten Jahres; Mitkonsekratoren waren Roland Aboujaoudé, Weihbischof in Antiochien, John George Chedid, Altbischof von Our Lady of Lebanon in Los Angeles, Stephen Hector Youssef Doueihi, Bischof von Saint Maron in Brooklyn, und Francis Mansour Zayek, Alterzbischof ad personam von Saint Maron in Brooklyn.
Am 10. Juli 2013 nahm Papst Franziskus seinen altersbedingten Rücktritt an.
1998 wurde er von Kardinal-Großmeister Carlo Furno in den Ritterorden vom Heiligen Grab zu Jerusalem aufgenommen und im September 1998 als Komtur mit Stern (Großoffizier) investiert. 

## Einzelnachweis
1. ↑  Maronite Bishop Robert J. Shaheen dies Aug. 9